# Pusté oko
Pusté oko je vysychající ledovcové jezero na dně Pusté kotliny v horní části Veľké Studené doliny ve Vysokých Tatrách na Slovensku. Je nejmenší ze skupiny tří Pustých ples a jeho rozměry nejsou proměřeny. Vyschlá jezerní plocha má rozlohu 0,1321 ha. Je 69 m dlouhá a 30 m široká.

## Okolí
Okolí jezera je kamenité a travnaté. Na jihovýchodě se zvedá Svišťový chrbát. Severozápadně od jezera se nachází Pusté pleso.

## Vodní režim
Do severního konce přitéká Zbojnícky potok z Pustého plesa a z východního konce odtéká do Zbojníckych ples, načež se níže v údolí stává pravou zdrojnicí Veľkého Studeného potoka.

## Přístup
Pleso je veřejnosti přístupné pouze s horským vůdcem, když okolo něj prochází výstupová cesta od Zbojnícke chaty na Svišťový štít přes Svišťové sedlo.